# Lysá hora (Jizerská tabule)
Lysá hora (365 m n. m.) je vrch v okrese Mladá Boleslav Středočeského kraje. Leží asi 4,5 km severozápadně od města Bělá pod Bezdězem, do jejíhož katastrálního území náleží.
Vrch je výrazně narušen opuštěným kamenolomem, přetínajíc ho ve dví. Stěny lomu jsou vysoké až 20 metrů. Výrazným prvkem lomu je vytesané skalní okno. Částečné výhledy z různých míst na vrchu jsou na Bezděz, Vrátenskou horu, Housecké vrchy a Chloumecký hřbet. Podloží vrchu je významným zdrojem vody, na plošince na východním svahu stojí vodojem, na severním úpatí je několik pramenů napájejících dvě nádrže, které dříve sloužily jako upravený bazén a rybníček pro sovětské vojáky, jelikož území bylo součástí bývalého vojenského prostoru Ralsko. Další připomínkou této doby jsou různé vojenské objekty (bunkry, střílny apod.) v jižním okolí vrchu, včetně areálu přebudovaného na uprchlický tábor Jezová.

## Geomorfologické zařazení
Geomorfologicky vrch náleží do celku Jizerská tabule, podcelku Středojizerská tabule, okrsku Bělská tabule a podokrsku Radechovská pahorkatina.

## Přístup
Automobilem lze přijet po silnici Bělá pod Bezdězem – Kuřívody, zanechat jej u křižovatky s lesní cestou, a po této cestě pokračovat pěšky na vrchol. Cesta končí u vodojemu, po jehož levé straně je vstup do kamenolomu.